# Silvia Penas
Silvia Penas Estévez (Vigo, 6 de octubre de 1980) es una escritora gallega.

## Trayectoria
Silvia Penas estudió Filología Gallega en la Universidad de Vigo y ejerció como profesora de lengua y literatura gallegas. Ha participado en recitales del colectivo Redes Escarlata, al que pertenece. Además formó parte en la creación de la obra teatral Sofía e as postsocráticas de la Compañía Inversa teatro, en la que actuó y aportó textos. Creó con el músico Jesús Andrés Tejada del grupo de poesía escénica Cintaadhesiva, cuidando el texto y la voz.  Entre 2014 y 2016 fue responsable de la organización e impartición de los cursos de Slam (palabra hablada) en el Centro de Interpretación de la Oralidad de Vigo del Ayuntamiento de Vigo. Imparte talleres de poesía en Vigo y alrededores.
En una cita sobre el arte poético afirma que:

"La poesía es una especie de perseverancia en la tierra quemada, la confianza que, en lugar de volver a arder, enciende".

En febrero de 2019, el ayuntamiento de Vigo graba en bronce en la calle peatonal Príncipe los siguientes versos, junto con algunos de María Reimóndez y María Xosé Queizán.  
"Para ellos
que nos construyó
a orillas del Lagares... "

## Obra seleccionada

### Poesía
- As uñas crecen (2014). Sotelo Blanco. 44 páginas ISBN 978-84-7824-633-5 . [8]
- Diario de ladras, bailarinas, asesinas e flores (2016). Fervenza, 54 páginas ISBN 978-84-944750-1-6 . [9]
- Fronteira paraíso (2019). Fotografías de Andrés Tejada. Editorial Urutaú. Brasil. 64 páginas Area Erina dice del libro: "La foto desenfocada del Paraíso no te deja cerrar los ojos. ¿Cómo será dormir en un lugar que no es un lugar? ¿Es un momento, por la noche? Es la idealización que todos heredamos materializado en una casa, una ventana, un jardín... Un blanco contra el que el mismo amor dispara a matar". [10]
- O resto é ceu (2021). Editorial Urutau. ISBN 978-65-5900-056-2 . [11] [12]
- Retratos de vodas, partos e funerais (2023). Vigo: Galaxia. 82 páginas ISBN 978-84-1176-158-1 .

### Obras colectivas
- Biografía da multitude (2009). Con Elvira Riveiro. Instituto de Estudios Miñoranos. 62 páginas ISBN 978-84-92590-61-2 [13]
- 150 Cantares para Rosalía de Castro (2015). Libro electrónico. [14]

## Premios y reconocimientos[15]
- 2005: Premio de poesía da Universidade de Vigo por Neste bosque, poema en cinco partes.
- 2007: Premio do Certame Galego de Creadores GZ Crea por A tiranía do des.
- 2012 Premio de poesía Victoriano Taibo por Biografía da Multitude, libro escrito junto a Elvira Riveiro. Ganó el premio con Cuarto Minguante, de María Carmen Caramés Gorgal.
- 2012: Premio Lueiro Rey de poesía por As uñas crecen.[16]
- 2013: Ganadora del Slam Arousa e do I Slam Vigo y seleccionada para participar en el Slam estatal en Madrid y en el Internacional de Barcelona durante o ano 2013.
- 2015: Premio de poesía Avelina Valladares do Concello da Estrada no 2015, por Diario de ladras, bailarinas, asasinas e flores.[17]
- 2018: Residencia artística internacional para la creación de performance poética. Poetri Slam Lisboa.

- 2024: Premio de poesía Concello de Carral por A pel do exilio.[18]
- 2024: Premio Follas Novas por Retratos de vodas, partos e funerais (Galaxia).
- 2024: Premio aRi[t]mar a Mellor Poesía do Ano 2023 na Galiza por Canto segundo para un fillo non nado.